# Black Summer (canção)
"Black Summer" é uma canção da banda norte-americana de rock Red Hot Chili Peppers, servindo como o primeiro single de seu décimo segundo álbum de estúdio, Unlimited Love (2022). Foi a primeira faixa lançada desde o retorno de John Frusciante à banda.

## Recepção
"Black Summer" recebeu avaliações positivas da crítica, embora os vocais de Anthony Kiedis tenham deixado os revisores confusos, com alguns comparando-os a um sotaque irlandês ou sotaque pirata. A Vulture elogiou a canção, dizendo que ela possui "tudo o que você deseja dos Chilis [Peppers] — riffs etéreos, letras maravilhosamente sem sentido e um videoclipe que tem Anthony Kiedis se despindo no meio do caminho".
O trabalho de guitarra de Frusciante foi particularmente elogiado, com comparações sendo feitas ao seu trabalho no álbum de 2006 da banda, Stadium Arcadium. A Consequence elogiou o "som de guitarra de assinatura" de Frusciante, observando que ele "vincula perfeitamente com o trabalho de baixo energético de Flea e se direciona para vários solos. E não apenas isso, os vocais de apoio de Frusciante retornaram, amplificando o refrão da canção a fim de criar um efeito digno de tela ampla de um estádio."
O retorno do produtor Rick Rubin foi destacado pela Clash, que comparou o single ao trabalho anterior da banda, com suas "melodias esquisitas e rock pesado entrelaçado por toda parte".

## Videoclipe
Um videoclipe foi lançado simultaneamente com o single e foi dirigido por Deborah Chow.

## Créditos e pessoal
Red Hot Chili Peppers
- Anthony Kiedis – vocais
- Flea – baixo
- Chad Smith – bateria
- John Frusciante – guitarra, vocais de apoio

Músicos adicionais
- Matt Rollings – piano

## Desempenho nas tabelas musicais
| Tabela musical (2022)                                   | Melhor posição |
| ------------------------------------------------------- | -------------- |
| Alemanha (Offizielle Deutsche Charts)                   | 67             |
| Austrália (ARIA)                                        | 82             |
| Áustria (Ö3 Austria Top 75)                             | 60             |
| Canadá (Billboard Rock)                                 | 1              |
| Canadá (Canadian Hot 100)                               | 38             |
| República Checa (Singles Digitál Top 100)               | 83             |
| Croácia Songs (Billboard)                               | 20             |
| Eslováquia (Singles Digitál Top 100)                    | 99             |
| Estados Unidos (Billboard Hot 100)                      | 78             |
| Estados Unidos (Billboard Hot Rock & Alternative Songs) | 10             |
| Estados Unidos (Billboard Rock Airplay)                 | 1              |
| França (SNEP)                                           | 133            |
| Mundo (Billboard Global 200)                            | 51             |
| Hungria (Single Top 40)                                 | 17             |
| Irlanda (IRMA)                                          | 31             |
| Japão (Hot Overseas; Billboard Japan)                   | 3              |
| Lituânia (AGATA)                                        | 61             |
| Nova Zelândia (Hot Singles; RMNZ)                       | 2              |
| Países Baixos (Single Top 100)                          | 67             |
| Portugal (AFP)                                          | 110            |
| Reino Unido (UK Singles Chart)                          | 43             |
| Suécia (Heatseeker; Sverigetopplistan)                  | 3              |
| Suíça (Schweizer Hitparade)                             | 40             |

## Histórico de lançamento
| Região         | Data                   | Formato                     | Gravadora | Ref.   |
| -------------- | ---------------------- | --------------------------- | --------- | ------ |
| Várias         | 4 de fevereiro de 2022 | Download digital, streaming | Warner    | [ 32 ] |
| Itália         | 4 de fevereiro de 2022 | Radio airplay               | Warner    | [ 33 ] |
| Estados Unidos | 8 de fevereiro de 2022 | Alternative radio           | Warner    | [ 34 ] |
| Estados Unidos | 8 de fevereiro de 2022 | Rock radio                  | Warner    | [ 35 ] |